# 鈴木博志
博志（ひろし、本名：鈴木 博志〈すずき ひろし〉、1997年3月22日 - ）は、静岡県小笠郡大東町（現：掛川市）出身のプロ野球選手（投手）。右投右打。オリックス・バファローズ所属。

## 経歴

### プロ入り前
大工業を営む父と、中国・大連出身の母との間に生まれる。掛川市立大坂小学校3年生直前の春休みで大坂野球少年団の練習に参加し野球を始めた。小学4年生まで守備位置は捕手だったが、小学5年生から投手へ転向した。掛川市立大浜中学校へ進学、同校の軟式野球部ではカーブを主体に抑える変化球投手として登板を重ねた。今の鈴木の代名詞となる直球に自信が芽生えてきたのは2年生から3年生にかけてだった。また、打撃も良くエース投手かつ4番打者を務めた。中学3年生になり、軟式野球から硬式野球への移行をするにあたり菊川市のスポーツクラブ、アプロス菊川の野球教室へ通った。進学に際し、甲子園出場の夢に近づける静岡県の甲子園常連校の常葉菊川高校（現常葉大菊川高校）を第一候補に挙げていたが、熱心な勧誘があったことで磐田東高等学校への進学を決めた。
高校入学後は、1年生の夏から背番号17の控え投手としてベンチ入りした。この1年生のとき、同級生の齋藤誠哉とともに社会人野球ヤマハ硬式野球部の練習に参加しており、監督を務める美甘将弘と知り合った。1年生秋から球速143 km/hを記録し、プロへ進むことを意識するようになる。2年生夏、新チーム初の練習試合で打球を右上腕に受け、筋挫傷の診断を受けた。その後投球を続けていくうちに2年生秋冬から肘を痛め、3年生5月には激痛にまで症状は進行した。県内10以上の病院で診察を受けたが痛みの原因は分らなかった。3年生夏のシーズンはほとんど投球らしい投球ができずストレートの球速は130 km/h台まで落ち、投球回は3イニングに終わった。この第96回全国高等学校野球選手権大会では、チームは静岡大会の2回戦で桐陽高校の前に敗退している。高校引退後、名古屋市内の病院での診断により疲労骨折をしていることが判明し、3年生の10月に右肘の内視鏡手術をした。故障のためプロ野球志望届は提出しなかった。
ヤマハ入社後は、高校3年秋に手術した右肘のリハビリを行い、並行して食トレによる体力強化、高校時代は全くやっていなかった背筋や下半身を中心にウエイトトレーニングや体幹トレーニングにも努めた。また上半身と下半身がうまく連動しないフォームになっていたため、コーチの廣岡剛の助力を得ながらシャドーピッチングによりゼロからフォーム固めも行い、体重は10kg、球速は11km/h向上した。当初監督とコーチの方針により入社後一年間はリハビリと体づくりの期間とするはずだったが8月のオープン戦でリハビリ明け初登板したところ、その初球の直球で自己最速の148 km/hを記録した。1年目の秋頃から登板機会を得て、2年目の社会人野球東海地区春季大会で公式戦初登板。その後は主にリリーフとして活躍。第42回社会人野球日本選手権大会では、2回戦のNTT西日本戦で先発し6回途中1失点で勝利投手となり、初優勝に貢献した。しかし、同大会では左足立方骨の骨折を経験している。3年目春も右前腕部の肉離れという故障があったものの抑えに定着し活躍した。また、同年夏から先発も務め完投も経験している。第88回都市対抗野球大会では、新日鐵住金東海REXの補強選手として出場し、ベスト8入りに貢献した。第43回社会人野球日本選手権大会では、本選に出場するものの1回戦で敗退し、登板機会は無かった。この年社会人日本代表にも選出され、第28回BFAアジア選手権大会に出場しリリーフとして優勝に貢献した。
2017年10月26日に行われたドラフト会議では、中日ドラゴンズから1位指名を受け、契約金1億円プラス出来高払い5000万円、年俸1500万円で入団に合意した。背番号は46。

### 中日時代

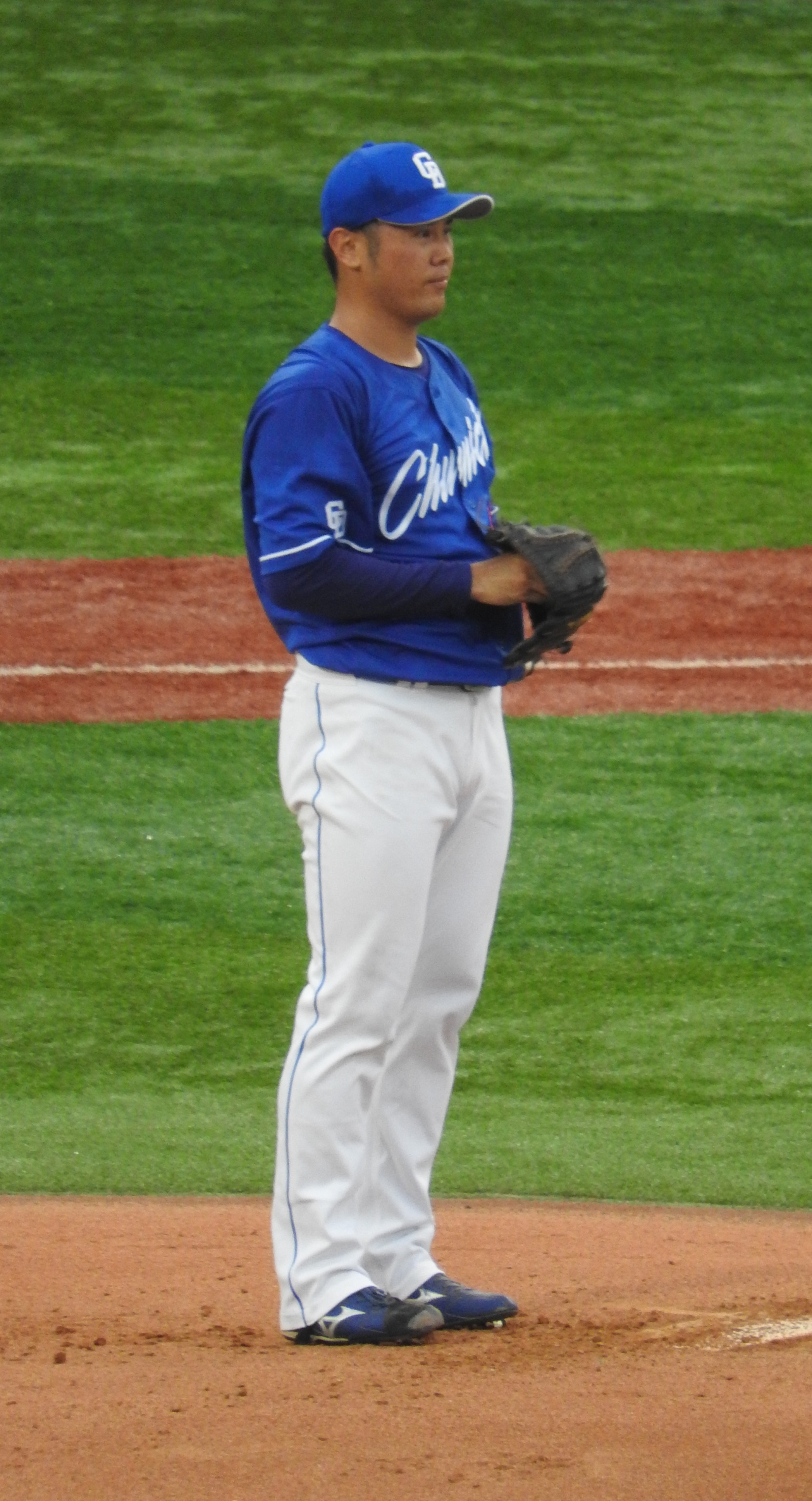
中日ドラゴンズ時代
（2023年8月9日 横浜スタジアム）

2018年は春季キャンプを一軍でスタートし、オープン戦では6試合・6イニングを投げ、無失点と好投した。開幕を一軍で迎えると、セットアッパーに抜擢され、4月1日の広島東洋カープ戦でプロ初登板。続く同4日の読売ジャイアンツ戦では3点リードの8回表から登板し、3者連続奪三振でプロ初ホールドを記録した。4月21日の広島戦では初のイニング跨ぎでプロ初勝利を挙げるなど、交流戦開始前の時点では22試合に登板し、3勝1敗9ホールド・防御率2.11という成績であったものの、交流戦は8試合の登板で防御率11.05。シーズン防御率も4.40まで悪化したが、リーグ戦再開後は10試合連続無失点と復調した。抑えの田島慎二の不調があり、7月7日の東京ヤクルトスワローズ戦では3点リードの9回表から登板し、無失点に抑えてプロ初セーブを挙げるなど、7月上旬から守護神を任されて4セーブ。ただ、レギュラーシーズン後半戦では逆転を許す試合が増え、8月12日のヤクルト戦でシーズン5敗目を喫すると、翌13日に出場選手登録を抹消された。この時点で50登板という疲労もあり、9月21日に出場選手登録されたが、3登板で計4失点を喫し、同26日に登録抹消となり、不本意な形でシーズンを終えた。ルーキーイヤーはチーム最多の53登板とフル回転し、4勝6敗12ホールド4セーブ・防御率4.41を記録。オフに700万円増となる推定年俸2200万円で契約を更改した。
2019年はオープン戦で9試合に登板して5セーブ・自責点0と好投し、守護神に抜擢された。ただ、開幕後はセーブが付きながらも失点するという不安定な投球が続き、5月29日の横浜DeNAベイスターズ戦では同点の延長11回表から登板し、1回1失点でシーズン2敗目。21試合の登板で0勝2敗1ホールド14セーブ・防御率3.86という成績で、翌30日からは守護神の座を剥奪された。6月7日には出場選手登録を抹消され、7月2日に再登録されるも、2試合に登板したのみで同27日に登録抹消。その後の一軍登板はなくシーズンを終え、この年は25試合の登板で0勝2敗1ホールド14セーブ・防御率4.32という成績であった。オフに現状維持となる推定年俸2200万円で契約を更改した。2019アジアウインターベースボールリーグにNPB WHITE選抜として出場した。
2020年は新型コロナウイルスの影響で120試合制の短縮シーズンとなり、開幕も6月19日に延期となったが、3年連続で開幕を一軍で迎えた。ただ、開幕からの6登板で無失点に抑えたのは2試合のみ。7月11日の広島戦で2回6失点を喫すると、翌12日に出場選手登録を抹消された。10月上旬に一軍練習へ参加すると、与田剛監督からの提案でサイドスローに挑戦。投球フォーム変更後は二軍で結果を残したものの、一軍再昇格は果たせずにシーズンを終えた。この年は6試合の登板で防御率12.91という成績に終わり、オフに550万円減となる推定年俸1650万円で契約を更改した。
2021年、前年に変更した投球フォームを継続すると、春先の対外試合から結果を残し続け、オープン戦でも6試合に登板して無失点を記録し、4年連続で開幕を一軍で迎えた。3月31日の巨人戦では2点リードの5回表から登板し、2回無失点の好リリーフで勝利投手。これが自身1013日ぶりの一軍白星となり、その後も一軍登板を重ね、5月14日の登板を終えた時点では、14試合の登板で2勝0敗・防御率3.14を記録。ただ、翌15日のヤクルト戦で一死も奪えずに3失点を喫し、この登板を最後に5月21日に出場選手登録を抹消された。10月8日に再登録され、シーズン終了まで一軍に帯同したが、この年は18試合の登板で2勝0敗・防御率5.31という成績であり、オフに150万円減となる推定年俸1500万円で契約を更改。また、前年の秋から取り組んでいたサイドスローについては「球速もボールの質も落ちてしまった」と振り返り、元のオーバースローに戻すことを決断した。
2022年は春季キャンプを一軍でスタートすると、キャンプ序盤に落合英二ヘッド兼投手コーチからの打診で先発へ転向。5月28日のオリックス・バファローズ戦でシーズン初登板、通算103試合目でのプロ初先発となり、5回4安打2四死球無失点と好投し、勝利投手の権利を持って降板したが、7回裏にリリーフ陣が同点を許し、勝利投手とはならなかった。6月8日の千葉ロッテマリーンズ戦で2度目の先発機会を得るも、4回途中6失点で敗戦投手。その後は二軍調整が続いたが、夏場になって投球に好感触を得ると、一軍ブルペンでフル回転していた藤嶋健人が新型コロナウイルス陽性判定を受け、8月6日に特例2022で登録抹消となり、鈴木はその代替指名選手として同9日に出場選手登録された。リリーフ待機していたものの、登板機会はなく、8月12日に実施したスクリーニングPCR検査で鈴木に新型コロナウイルスの陽性疑いが出たため、翌13日に特例2022で登録抹消。9月28日に再登録されると、同日のDeNA戦で先発の柳裕也が2回裏一死二塁という場面から、頭部死球を与えて危険球退場。鈴木は緊急登板から4回2/3のロングリリーフ、1安打6奪三振無失点の好投でチームの窮地を救った。ただ、この年は自己最少の3試合（2先発）の登板にとどまり、0勝1敗1ホールド・防御率4.15という成績でオフに150万円減となる推定年俸1350万円で契約を更改した。
2023年はロングリリーフ要員として2年ぶりに開幕一軍入り。2試合・7イニングを投げ、1失点と好投すると、4月16日の巨人戦でシーズン初先発となったが、5回途中4失点で降板。続く同27日の広島戦では同点の延長11回裏からリリーフ登板となり、1回無失点でホールドを記録した。4月29日のDeNA戦でも2点リードの6回表からリリーフ登板となったが、3四死球で一死満塁のピンチを招いて降板。後を受けた谷元圭介も流れを止められず、チームはこの回5点を失い、鈴木には3失点と敗戦投手が記録され、翌30日には出場選手登録を抹消された。5月31日に再登録され、6月3日のオリックス戦でリリーフ登板すると、同6日の埼玉西武ライオンズ戦では、中2日でシーズン2度目の先発登板。5回2/3を5安打1四球無失点の力投でプロ初の先発勝利を挙げた。続く6月17日の北海道日本ハムファイターズ戦では、1点ビハインドの8回表からリリーフ登板となったが、1回2失点。この登板を最後に同19日に出場選手登録を抹消された。その後は8月9日のDeNA戦で先発機会を得たが、3回途中2失点（自責点1）で敗戦投手。翌10日の登録抹消以降の一軍登板はなく、この年は9試合（3先発）の登板で1勝2敗1ホールド・防御率4.07という成績であった。オフに100万円減となる推定年俸1250万円で契約を更改した。

### オリックス時代
2023年12月8日、現役ドラフトでオリックス・バファローズへ移籍することが発表された。背番号は66。
2024年は開幕を二軍で迎えたが、ウエスタン・リーグでは7試合（4先発）の登板で防御率3.00を記録し、5月21日に出場選手登録された。翌22日・23日と連投すると、先発要員の山下舜平大が上半身のコンディション不良で登板回避となったことを受け、5月26日の西武戦はブルペンデーとなり、鈴木は中2日で移籍後初先発。3回2安打無四死球無失点で起用に応え、その後も、前年までのリーグ3連覇を支えたリリーバーが次々に離脱したチーム状況の中、イニング跨ぎや火消しなど、多彩な役割で奮闘し、チームに欠かせないリリーフとして活躍した。9月1日の東北楽天ゴールデンイーグルス戦では2点ビハインドの5回裏、無死一・二塁という場面から登板。相手打線のクリーンアップを3人で抑え、無失点で切り抜ける好リリーフを見せると、直後にチームが逆転したことで鈴木に移籍後初勝利が記録された。ただ、その後の6登板で無失点に抑えたのは2試合のみ。途中、二軍再調整期間もあったなど、シーズン終盤は調子を落としたものの、この年は32試合（1先発）の登板で1勝1敗9ホールド・防御率2.97を記録した。12月3日、1450万円増となる推定年俸2700万円で契約を更改し、翌年から登録名を「博志」に変更することを発表した。

## 選手としての特徴
| 球種         | 配分 % | 平均球速 km/h | 被打率 |
| ------------ | ------ | ------------- | ------ |
| カットボール | 41.4   | 143.4         | .206   |
| ツーシーム   | 40.0   | 149.9         | .353   |
| ストレート   | 17.3   | 149.5         | .154   |
| スライダー   | 00.6   | 136.0         | .000   |
| フォーク     | 00.3   | 142.0         | .500   |
| カーブ       | 00.3   | 127.5         | -      |

オーバースローから最速157km/hのストレート、カットボール、スライダー、フォーク、カーブ、ツーシームなどを投じる。先発・イニング跨ぎ・火消しなど、幅広い役割でチームに貢献でき、本人も「こういうポジションっていうのもなかなか出来る人もいないと思いますし、結構難しいと思うので。そこで僕は一応先発抑えもしますし、ロングもやってて全部経験があるので、そういう部分では、 しっかりそこを出来るっていう部分は強みとしてやってます」と強みであることを自負している。
投球フォームについては、2020年秋からサイドスローへ変更したが、2021年シーズン終了後からオーバースローに戻している。
身体能力については、右握力85kg、左握力84kg、背筋力250kg超、50m走は6.1秒を記録。

### 投球スタイル
アマチュア時代は配球の8割方がストレートであったが、プロ3年目（2020年シーズン）に「何が原因か本当のところはわかりませんが、（ボールに）力を伝えられなくなって、直球のスピードが落ちてしまいました」と球速が低下。同年秋のサイドスロー転向直後は152～153km/hを計測し、特に新規習得したツーシームはストレートより球速が出たことから、ツーシームとカットボールを主体とした投球へと変化した。
投球フォームをオーバースローに戻して以降も「ボールを動かしたりして、変化球で打たせて取る。ゴロを打たせるピッチャーだと思ってやっていた」「低め低めで高めを打たれると『だからダメなんだ』と言われ続けた」と低めにボールを集めて打たせて取る投球を続けていたが、2023年シーズン後半から本人は「打たせて取るために、コントロールばっかり気にしていても、ダメだなって。これだと、すぐにプロ野球人生が終わるなって」と感じていたという。
「強いボールで、しっかりゾーンに投げ込んでバッターと勝負する」という思いを持った一方、実戦ではそのスタイルに変えきれていなかったが、そのような時期に現役ドラフトでオリックスへの移籍が決まった。移籍後は中垣征一郎巡回ヘッドコーチから「結果はどうでもいいから腕を振って投げろ」、中嶋聡一軍監督からは「低めばかり意識せず、ストライクゾーンの高めも使っていけ」などの助言を受け、本人も「四球もヒットも点を取られることも、あまり怖がらずに投げられていることが一番いいのかな」「思い切り腕を振って投げられるようになった」とマウンドで迷いなく全力投球できるようになり、平均球速も上昇。その結果、移籍1年目（2024年シーズン）はキャリア初の防御率2点台を記録した。

## 人物
趣味はゴルフ、バスケットボール、自転車、ルービックキューブ。またイラストの才もあり、2024年11月に行われたファンフェスタでは「個人展覧会」のコーナーが設置された。
目標としている選手は、ボストン・レッドソックスのクローザーであるクレイグ・キンブレル。中日入団時の背番号である46番は、キンブレルが着用している背番号であることから自ら希望したものである。2019年にはキンブレルの投球前のルーティーンを真似をするようになったが、守護神の座を剥奪された時期にやめている。

## 詳細情報

### 年度別投手成績
| 年 度     | 球 団      | 登 板 | 先 発 | 完 投 | 完 封 | 無 四 球 | 勝 利 | 敗 戦 | セ 丨 ブ | ホ 丨 ル ド | 勝 率 | 打 者 | 投 球 回 | 被 安 打 | 被 本 塁 打 | 与 四 球 | 敬 遠 | 与 死 球 | 奪 三 振 | 暴 投 | ボ 丨 ク | 失 点 | 自 責 点 | 防 御 率 | W H I P |
| --------- | ---------- | ----- | ----- | ----- | ----- | -------- | ----- | ----- | -------- | ----------- | ----- | ----- | -------- | -------- | ----------- | -------- | ----- | -------- | -------- | ----- | -------- | ----- | -------- | -------- | ------- |
| 2018      | 中日       | 53    | 0     | 0     | 0     | 0        | 4     | 6     | 4        | 12          | .400  | 219   | 49.0     | 46       | 7           | 27       | 1     | 1        | 42       | 1     | 0        | 28    | 24       | 4.41     | 1.49    |
| 2019      | 中日       | 25    | 0     | 0     | 0     | 0        | 0     | 2     | 14       | 1           | .000  | 117   | 25.0     | 29       | 1           | 15       | 0     | 2        | 16       | 0     | 0        | 12    | 12       | 4.32     | 1.76    |
| 2020      | 中日       | 6     | 0     | 0     | 0     | 0        | 0     | 0     | 0        | 0           | ----  | 44    | 7.2      | 14       | 2           | 6        | 0     | 0        | 4        | 0     | 0        | 12    | 11       | 12.91    | 2.61    |
| 2021      | 中日       | 18    | 0     | 0     | 0     | 0        | 2     | 0     | 0        | 0           | 1.000 | 91    | 20.1     | 22       | 2           | 5        | 0     | 2        | 11       | 0     | 1        | 12    | 12       | 5.31     | 1.33    |
| 2022      | 中日       | 3     | 2     | 0     | 0     | 0        | 0     | 1     | 0        | 1           | .000  | 55    | 13.0     | 11       | 0           | 5        | 0     | 1        | 9        | 0     | 0        | 6     | 6        | 4.15     | 1.23    |
| 2023      | 中日       | 9     | 3     | 0     | 0     | 0        | 1     | 2     | 0        | 1           | .333  | 106   | 24.1     | 23       | 1           | 12       | 1     | 2        | 5        | 0     | 0        | 12    | 11       | 4.07     | 1.44    |
| 2024      | オリックス | 32    | 1     | 0     | 0     | 0        | 1     | 1     | 0        | 9           | .500  | 166   | 39.1     | 40       | 4           | 14       | 2     | 2        | 32       | 0     | 0        | 14    | 13       | 2.97     | 1.37    |
| 通算：7年 | 通算：7年  | 146   | 6     | 0     | 0     | 0        | 8     | 12    | 18       | 24          | .400  | 798   | 178.2    | 185      | 17          | 84       | 4     | 10       | 119      | 1     | 1        | 96    | 89       | 4.48     | 1.51    |

- 2024年度シーズン終了時
- 各年度の太字はリーグ最高

### 年度別守備成績
| 年 度 | 球 団      | 投手  | 投手  | 投手  | 投手  | 投手  | 投手     | 投手 |
| 年 度 | 球 団      | 試 合 | 刺 殺 | 補 殺 | 失 策 | 併 殺 | 守 備 率 |      |
| ----- | ---------- | ----- | ----- | ----- | ----- | ----- | -------- | ---- |
| 2018  | 中日       | 53    | 3     | 3     | 0     | 0     | 1.000    |      |
| 2019  | 中日       | 25    | 1     | 4     | 0     | 0     | 1.000    |      |
| 2020  | 中日       | 6     | 1     | 3     | 0     | 0     | 1.000    |      |
| 2021  | 中日       | 18    | 3     | 4     | 1     | 1     | .875     |      |
| 2022  | 中日       | 3     | 3     | 2     | 0     | 0     | 1.000    |      |
| 2023  | 中日       | 9     | 4     | 1     | 0     | 0     | 1.000    |      |
| 2024  | オリックス | 32    | 3     | 3     | 0     | 0     | 1.000    |      |
| 通算  | 通算       | 146   | 18    | 20    | 1     | 1     | .974     |      |

- 2024年度シーズン終了時

### 記録
初記録
投手記録
- 初登板：2018年4月1日、対広島東洋カープ3回戦（MAZDA Zoom-Zoom スタジアム広島）、8回裏に3番手で救援登板、1回無失点[23]
- 初奪三振：同上、8回裏に安部友裕から空振り三振[23]
- 初ホールド：2018年4月4日、対読売ジャイアンツ2回戦（ナゴヤドーム）、8回表に3番手で救援登板、1回無失点[24]
- 初勝利：2018年4月21日、対広島東洋カープ5回戦（ナゴヤドーム）、8回表に4番手で救援登板、1回1/3無失点[25]
- 初セーブ：2018年7月7日、対東京ヤクルトスワローズ12回戦（ナゴヤドーム）、9回表に3番手で救援登板・完了、1回無失点[29]
- 初先発登板：2022年5月28日、対オリックス・バファローズ2回戦（京セラドーム大阪）、5回無失点で勝敗つかず[76]
- 初先発勝利：2023年6月6日、対埼玉西武ライオンズ1回戦（埼玉県営大宮公園野球場）、5回2/3を5安打無失点[97]

打撃記録
- 初打席：2019年4月6日、対東京ヤクルトスワローズ2回戦（明治神宮野球場）、11回表に風張蓮から空振り三振

### 背番号
- 46（2018年 - 2023年）
- 66（2024年 - ）

### 登録名
- 鈴木 博志（すずき ひろし、2018年 - 2024年）
- 博志（ひろし、2025年 - ）

### 登場曲
- 「恋はワイルド・シング」X（2018年）
- 「Welcome to the Jungle」ガンズ・アンド・ローゼズ（2019年 - ）

### 代表歴
- 第28回BFAアジア選手権大会